# Edwin S. Porter
Edwin S. Porter, pseudonimo di Edward Porter (Connellsville, 21 aprile 1870 – New York, 30 aprile 1941), è stato un regista, direttore della fotografia, sceneggiatore, produttore cinematografico e inventore statunitense e uno dei pionieri del cinema. Deve la sua fama al suo lavoro all'interno della compagnia cinematografica di Thomas Edison.

## Biografia

### La giovinezza
Edward Porter nacque a Connellsville, Pennsylvania. Figlio di Thomas Richard Porter, un commerciante, e di Mary Jane (Clark) Porter, ebbe tre fratelli ed una sorella. Dopo aver frequentato la scuola pubblica di Connellsville e di Pittsburgh, Porter esercitò varie attività, dal pattinaggio artistico al lavoro come pittore e operatore telegrafico. Fu occupato per un certo periodo nel dipartimento elettrico della William Cramp & Sons, poi lavorò a Filadelfia e in una compagnia di imprese edili, quindi, nel 1893, si arruolò nella Marina degli Stati Uniti come elettricista. Durante i tre anni del suo servizio militare mostrò attitudine come inventore di dispositivi elettrici per migliorare le comunicazioni.
Porter iniziò a lavorare nel cinema nel 1896, mutando il suo nome in onore del politico Edwin Stanton, abbreviato in Edwin S. I film dei primi anni furono commercialmente proiettati su grandi schermi negli Stati Uniti. Fu per un breve periodo assunto a New York dalla Raff & Gammon, agenzia cinematografica, per la visione di attrezzature prodotte da Thomas Edison; in seguito divenne operatore con l'utilizzo di un nuovo macchinario, il proiettoscopio di Kuhn & Webster. Viaggiò per i Caraibi e nel Sud America, proiettando film in circhi e fiere di campagna. In seguito fece un secondo tour attraverso il Canada e gli Stati Uniti.
Tornato a New York, lavorò come operatore e tentò, vanamente, di avviare un'attività di produzione di cineprese e proiettori cinematografici.
Nel 1899 Porter entrò nella Edison Manufacturing Company. Subito si prese cura della produzione cinematografica degli studi newyorkesi di Edison, lavorando sulle cineprese e i proiettori della società, dirigendo gli attori nei film e curando l'edizione finale delle pellicole. Nel corso dei dieci anni successivi, divenne il regista più influente degli Stati Uniti. Grazie alla sua esperienza come operatore itinerante, Porter imparò a conoscere i gusti del pubblico ed iniziò a lavorare per Edison in film basati su trucchi illusionistici (alla Méliès) e in commedie.

### I primi film
Uno dei suoi primi film fu Terrible Teddy, the Grizzly King, del febbraio del 1901, una satira sul futuro presidente degli Stati Uniti Theodore Roosevelt. Come tutti i primi registi, attinse le sue idee dalla produzione di altri autori, anche se, anziché semplicemente copiare i film, egli tentò di migliorare ciò che prendeva in prestito. Così, in Jack and the Beanstalk e Fun in a Bakery Shop del 1902, come in What Happened in the Tunnel del 1903 è evidente l'influsso dei film del francese Georges Méliès e degli autori inglesi della "scuola di Brighton", come James Williamson.
I primi film narrativi di Porter mantenevano le caratteristiche comuni alla produzione delle origini:
- uso dei campi medi, con l'azione vista sempre ad alcuni metri di distanza;
- punto di vista fisso;
- ripresa frontale;
- inquadratura unica: sono gli attori a muoversi nello spazio scenico, come se si trovassero nel palcoscenico di un teatro;
- spettatore in posizione esterna alla narrazione, non coinvolto nella finzione scenica.

Tra il 1903 e il 1905 dimostrò con successo molte delle tecniche che stavano per divenire basilari nel modo di comunicazione visiva cinematografica. Ad esempio, egli contribuì a sviluppare il moderno concetto di montaggio di continuità, ed è spesso accreditato come scopritore del fatto che l'unità basilare della struttura di un film è l'inquadratura anziché la scena (che invece lo è in un'opera teatrale), tracciando la strada alle innovazioni di David W. Griffith nelle tecniche di montaggio e nella costruzione narrativa cinematografica. Comunque sembra che egli guardasse a queste scoperte solo come esperimenti separati che non confluirono in un unico stile cinematografico.

### La capanna dello zio Tom

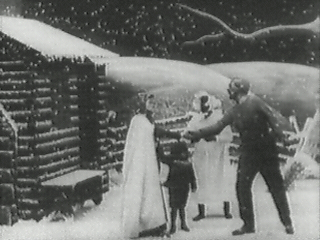
La capanna dello zio Tom, prima scena

Tra le prime opere, particolarmente interessante è il film Uncle Tom's Cabin, La capanna dello zio Tom, del 1903, tratto dall'allora popolarissimo romanzo della scrittrice abolizionista Harriet Beecher Stowe, pubblicato per la prima volta nel 1852.
Il film era composto a "quadri", cioè secondo una serie di inquadrature fisse, che però non componevano tutta la storia del romanzo, ma solo gli episodi più importanti, tanto che guardandolo senza conoscere la storia o senza l'aiuto di un narratore la comprensione della storia è impossibile. Era normale allora andare al cinema conoscendo già la storia del romanzo, che si desiderava vedere animata.
La prima parte del film è basata su trucchi di tipo teatrale: i modellini delle barche che si inseguono e prendono fuoco, il fiume che scorre rappresentato con una stoffa che scorre, ecc. Le scene erano state riprese però all'aperto, con le scenografie montate alla luce del sole, l'unica in grado di garantire una sufficiente intensità per impressionare la pellicola. Nella seconda parte c'è un trucco cinematografico di notevole suggestione, ovvero la bambina protagonista che, morendo, si trasforma in angelo trasparente e ascende in cielo, grazie al trucco della sovrimpressione. Anche nella scena finale riappare l'angelo della bambina, presso il letto di morte dello zio Tom, e inoltre appare una visione della guerra di secessione e di Abramo Lincoln, ottenuta con l'esposizione multipla, che preannuncia la liberazione dei neri d'America dalla schiavitù.
Molto interessante è l'uso di titoli proiettati per le singole scene, la testimonianza più antica di didascalie, non ancora usate per i dialoghi.

### La vita di un pompiere americano
Ne La vita di un pompiere americano (Life of an American Fireman), del 1903, Porter adottò alcune importanti innovazioni, ispirandosi probabilmente al film Fire! dell'inglese James Williamson del 1901:
- l'alternanza di realtà e finzione, di riprese autentiche (le carrozze dei pompieri in azione) e di scene interpretate da attori, di riprese in esterno e in studio;
- un primo passo verso il superamento dell'unicità del punto di vista, tipica del teatro;
- l'uso di piani ravvicinati - come il dettaglio della mano che aziona l'allarme - che mirano a coinvolgere lo spettatore nella finzione;
- l'inquadratura come unità da combinare nella costruzione del film: l'azione si snoda attraverso una successione di inquadrature collegate. Invece di operare semplici giustapposizioni o stacchi bruschi tra le sequenze, Porter adottò la tecnica della dissolvenza, cioè la transizione graduale da un'immagine all'altra: lo spettatore aveva così la sensazione che la narrazione fosse un flusso continuo. Nei film di Georges Méliès invece le inquadrature, i tableaux, erano delle unità autosufficienti e separate.

A lungo creduto perduto, negli anni Quaranta venne ritrovata una versione del film. La pellicola presentava un precocissimo esempio di montaggio alternato, tuttavia la forma originale non doveva apparire in questo modo. Molto probabilmente, un archivista, considerando sbagliate le sovrapposizioni temporali della versione originaria ha ritenuto di dover correggere il film con un montaggio alternato. Oggi, dopo un ulteriore ritrovamento nel Maine, fortunatamente, possiamo vederlo nella versione corretta.

### The Great Train Robbery

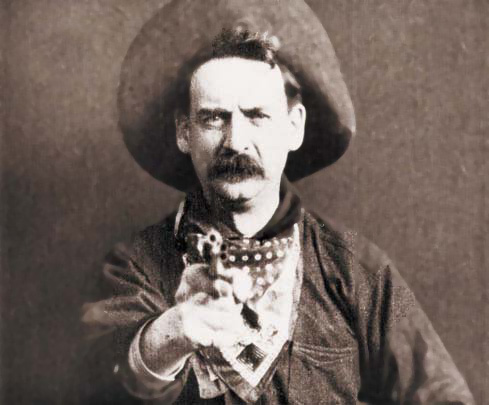
La grande rapina al treno

Nel suo successivo e più importante film, The Great Train Robbery (1903), Porter riprese il tipico genere western americano, già familiare al grande pubblico grazie alla popolarità di romanzi dozzinali e di melodrammi teatrali, e ne fece un'autentica nuova esperienza visiva. Il film, di una bobina, durava dodici minuti e assemblava quattordici inquadrature separate, compreso il primo piano del capo dei banditi ripreso nell'atto di sparare verso la macchina da presa (dunque verso il pubblico in sala). Le innovazioni apportate dall'autore in quest'opera, rispetto alla precedente produzione, si possono sintetizzare così:
- abbandono di ogni intento documentaristico;
- rinuncia al ricorso di riprese autentiche: la sceneggiatura è interamente scritta dall'autore e le scene sono interpretate da attori;
- benché continui a prevalere il campo medio e non siano ancora adottate angolazioni particolari della macchina da presa né significativa alternanza fra campi e piani, e benché l'inquadratura sia generalmente fissa, sono tuttavia presenti alcuni limitati movimenti di macchina ("riquadrature" sui movimenti dei banditi);
- la situazione descritta nella prima inquadratura (interno, stazione ferroviaria) riattacca nella decima: lo spettatore ha la sensazione di una continuità narrativa ed al contempo di un intervallo temporale tra i due momenti;
- l'azione della rapina sul treno si sviluppa attraverso più inquadrature, così come, analogamente, l'azione della fuga e quella dell'inseguimento;
- c'è un'inquadratura di transizione (scena di ballo e orchestrina che suona) che ha, da una parte, la funzione di allentare la tensione drammatica, dall'altra un'efficace funzione di contrasto, poiché rappresenta la quotidianità rispetto all'evento eccezionale;
- il primo piano del bandito (ultima inquadratura) che spara verso la macchina da presa, e quindi verso il pubblico, non si integra con lo sviluppo dell'azione, nel senso che non aggiunge nulla di quanto già non si conosca della vicenda. Esso serve piuttosto a creare un'emozione nello spettatore. Poiché il cinema era relativamente agli inizi, molte persone, vedendo il film, hanno avuto davvero paura di essere colpite. Non avendo una funzione narrativa, la scena poteva, indifferentemente, essere collocata all'inizio o alla fine del film. Porter decise di collocarla alla fine.

Porter adottò in quest'opera una grande libertà di composizione scenica, grazie al dinamismo delle situazioni e dei personaggi, e all'alternanza delle inquadrature di esterni e di interni. Rivoluzionario fu l'uso del cross-cutting per mostrare un'azione simultanea in posizioni differenti. Nessun precedente film aveva sperimentato tale velocità di movimento e tale varietà di scene.
The Great Train Robbery riscosse un'enorme popolarità presso il pubblico. Per diversi anni girò per tutti gli Stati Uniti e nel 1905 era la principale attrazione del primo nickelodeon. Il suo successo determinò decisamente l'affermarsi del cinema come intrattenimento commerciale negli Stati Uniti.

### L'attività successiva
Dopo The Great Train Robbery Porter continuò a sperimentare nuove tecniche. Rappresentò due storie parallele in The Kleptomaniac (1905), un film di commento sociale, come il film del 1904 - più convenzionale dal punto di vista tecnico - The Ex-Convict. In The Seven Ages (1905) usò luci laterali, primi piani e cambiò le riprese nella stessa scena, contribuendo all'allontanamento del cinema dalla fissità dello schema teatrale di un'unica inquadratura per una singola scena. Diresse anche film di finzione illusionistica, come Dream of a Rarebit Fiend (1906), basato sulle strisce comiche di Winsor McCay Dreams of the Rarebit Fiend.
Nel 1909 Porter, nel tentativo di resistere al nuovo sistema industriale nato dalla popolarità dei nickelodeon, lasciò Edison ed entrò insieme ad altri nella nuova Rex, una compagnia cinematografica indipendente. Prese anche parte al lancio della compagnia di fabbricazione di proiettori cinematografici Simplex. Dopo tre anni vendette la Rex e accettò un'offerta da Adolph Zukor per divenire primo regista nella nuova Famous Players Film Company, la prima compagnia statunitense che regolarmente produceva lungometraggi. Porter diresse l'attore teatrale James K. Hackett nel suo primo film americano a cinque bobine, Il prigioniero di Zenda (The Prisoner of Zenda, 1913), e diresse anche Mary Pickford, Pauline Frederick e John Barrymore in altri lungometraggi. Ma le sue abilità di direzione non andavano di pari passo coi rapidi cambiamenti nell'arte cinematografica. Il suo ultimo film uscì in sala nel 1915 e con esso lasciò la Famous Player durante una riorganizzazione nell'anno successivo.
Dal 1917 al 1925 Porter fu presidente della Precision Machine Company, produttrice di proiettori Simplex. Dopo il suo ritiro nel 1925 continuò a lavorare per se stesso come inventore e disegnatore, diffondendo vari brevetti per componenti di cineprese fisse e proiettori. Durante gli anni '30 fu impiegato in una società di apparecchiature.

### L'epilogo
All'età di 71 anni morì, nel 1941 all'Hotel Taft di New York e fu sepolto nel Kensico Cemetery, Valhalla, New York. Sopravvisse a sua moglie, Caroline Ridinger, sposata il 5 giugno 1893; non ebbero figli.